# Milko Bjelica
Milko Bjelica (serbisch-kyrillisch Милко Бьелица; * 4. Juni 1984 in Belgrad) ist ein montenegrinischer Basketballspieler. Nachdem er zunächst bis 2006 in seiner Geburtsstadt für Roter Stern gespielt hatte, war er anschließend zwei Jahre in der deutschen Basketball-Bundesliga aktiv. Danach spielte er drei Jahre beim litauischen Verein BC Lietuvos rytas aus Vilnius, mit denen er 2009 ein „Quadruple“ mit Titelgewinnen in nationaler Meisterschaft und Pokal, Baltic Basketball League und ULEB Eurocup erreichte. Nach einem weiteren Double 2010 spielte er von 2011 an zweieinhalb Jahre beim baskischen Verein Caja Laboral in der spanischen Liga ACB. Zu Beginn des Jahres 2014 wechselte er dann in die Türkiye Basketbol Ligi zu Anadolu Efes SK.

## Karriere
Bjelica spielte ab der Saison 2001/02 in der ersten Mannschaft von Roter Stern Belgrad in der höchsten serbisch-montegrinischen Spielklasse. Ein Jahr später debütierte er auch in der supranationalen Adria-Liga, nachdem dort die Mannschaften Serbien-Montenegros zugelassen waren. Mit Roter Stern konnte er zweimal den nationalen Pokal 2004 & 2006 gewinnen sowie in der Meisterschaft 2006 das Finale erreichen, welches gegen den lokalen Rivalen und Titelverteidiger KK Partizan Belgrad verloren ging. Im ULEB Cup 2006 erreichte man das Viertelfinale, welches gegen den späteren Titelgewinner MBK Dynamo Moskau verloren ging.
Zur BBL-Saison 2006/07 wechselte Bjelica zu den NewYorker Phantoms in die deutsche Bundesliga nach Braunschweig, die zur gleichen Zeit den bosnischen Trainer Emir Mutapčić verpflichtet hatten. Der gewünschte Umschwung für den Tabellenletzten der Vorsaison, der erst durch eine Aufstockung der Liga die Klasse gehalten hatte, konnte nur bedingt erreicht werden; zwar hatte man mit dem Abstieg nichts zu tun, doch die Play-off-Plätze konnten auch klar nicht erreicht werden. Für die folgende BBL-Saison 2007/08 wechselte Bjelica zum Ligakonkurrenten und amtierenden Pokalsieger 99ers aus Köln. Die Kölner hatten den Verlust ihres Hauptsponsors zu verkraften und mussten im Januar 2008 einen Insolvenzantrag stellen. Während viele der ausländischen Profis den Verein verließen, spielte Bjelica die Saison mit den Kölnern zu Ende, die aber durch die entstandenen Wirren ihre Chancen auf einen Play-off-Platz einbüßten.
Für die Saison 2008/09 wechselte Bjelica in die litauische Hauptstadt Vilnius zu BC Lietuvos rytas, mit denen er in allen Wettbewerben, an denen der Verein teilnahm, letztendlich siegreich blieb. In der folgenden Saison war man durch den Gewinn des ULEB Cups und der Meisterschaft auch in der höchsten europäischen Spielklasse EuroLeague 2009/10 spielberechtigt, wo man knapp am Einzug in die Zwischenrunde der sechzehn besten Mannschaften scheiterte. Dieser gelang in der EuroLeague 2010/11, in der man schon den Einzug ins Viertelfinale in Reichweite sah, als man das letzte und entscheidende Zwischenrundenspiel zuhause gegen Caja Laboral verlor, die dadurch an den Litauern noch vorbeizogen. Auch auf nationaler Ebene war man dem „ewigen Rivalen“ Žalgiris Kaunas in Meisterschaft und Pokal in jener Spielzeit unterlegen.
Seine erste Endrundenteilnahme für die montenegrinische Basketballnationalmannschaft war dann die EM-Endrunde 2011 in Litauen. Nach einem Sieg in der Verlängerung im Auftaktspiel gegen den regionalen Konkurrenten Mazedonien, die im Verlauf des Turniers als Überraschungsmannschaft bis ins Halbfinale einzogen, verlor Montenegro alle restlichen vier Spiele und schied bereits in der Vorrunde aus. Für die nachfolgende Spielzeit hatte ihn bereits im Juli 2011 sein montenegrinischer Landsmann Duško Ivanović, Trainer von Caja Laboral, in die spanische Liga ACB geholt. Nach dem Ende seines zweijährigen Vertrages bekam Bjelica erst im November 2013 einen neuen bis Jahresende befristeten Vertrag. Nach dem Ende dieses Vertrages verpflichtete ihn der türkische Spitzenklub Anadolu Efes SK aus Istanbul, der wie Laboral Kutxa noch in der Runde der 16 besten Mannschaften im höchsten europäischen Vereinswettbewerb EuroLeague 2013/14 vertreten ist.

## Familie
Seine ältere Schwester Milka (* 1981) ist ebenfalls eine montenegrinische Auswahlspielerin.